# Maria Licer
Maria Licer   (Treviso, 1860 - valor desconegut, segle XX) va ser una poetessa i traductora italiana. Va donar-se a conèixer amb el poema Visione (1876) i posteriorment va publicar Assunzione (1880-81) i el recull Nozze (1888).
Interessada en la literatura catalana, va publicar Alla basilica ripollense (1892), dedicat al Monestir de Santa Maria de Ripoll i va traduir a l'italià el poema Canigó, de Jacint Verdaguer, publicat per fascicles. També va traduir diverses poesies de Joaquim Rubió i Ors i de Frederic Mistral.